# Webwinkel
Een webwinkel of webshop is een website waarop handelswaar wordt verkocht. De webwinkel verzorgt de verzending van de verkochte artikelen naar een opgegeven adres of deze kunnen worden opgehaald bij een afhaalpunt.

## Geschiedenis
Hoewel e-commerce op het wereldwijde web pas in de jaren 90 begon, was het al veel eerder mogelijk om online/digitaal goederen en of diensten te bestellen op afstand. In 1981 was het Thomson Holidays (Verenigd Koninkrijk) dat door middel van telefoonlijnen een datanetwerk opzette voor lokale reiswinkels. Het was mogelijk om met behulp van een modem in te bellen naar Thomson om reisinformatie op te vragen, reizen te boeken en ook te annuleren. Ook het Franse Minitel was een voorbeeld van de mogelijkheid om 'digitaal' op afstand te kopen.
Het latere world wide web is in 1990 ontwikkeld door Tim Berners-Lee. Een jaar later in 1991 hief de Amerikaanse National Science Foundation de eerder opgedragen beperkingen van het commercieel gebruik van het internet op. Daarmee was het voor het eerst officieel toegestaan om commercieel te verkopen op het internet.
In 1994 werd er voor het eerst via het web iets verkocht. De Pizza Hut verkocht pizza's via het internet. Ook werd het SSL-protocol ontwikkeld. Daarmee konden (onder andere) webpagina's beter beveiligd worden.
In 1995 begon het steeds sneller te gaan met het verkopen via het internet. De bedrijven Amazon en eBay werden opgericht. En ook het postorderbedrijf Wehkamp startte in Nederland met het verkopen van kleding via een eigen website.
Computergigant Dell is het eerste bedrijf dat in 1997 één miljoen dollar omzette aan online verkopen.
Sinds Google in 1998 opgericht werd, kwamen er steeds meer bedrijven met verkoopwebsites bij. In hetzelfde jaar begon het spatten van de internetzeepbel.

### Nederland
In Nederland startte in 1999 Bol.com, als onderdeel van Bertelsmann. Het Duitse mediabedrijf wilde met Bol.com internationaal gaan, maar dat werd niet echt een succes. De Nederlandse tak was wel succesvol en ging zelfstandig verder. Net als Amazon in Amerika, startte Bol.com als een online boekenwinkel, maar verkocht het ook al snel andere productgroepen, zoals dvd's, games, speelgoed en uiteindelijk ook populaire categorieën als kleding. Bol.com werd uiteindelijk de grootste webwinkel van Nederland.
Internetwinkels waren populair tijdens de coronacrisis in 2020 en 2021, met name tijdens de lockdowns, toen veel zogenoemde niet-essentiële winkels dicht moesten. Mensen waren daardoor voor bepaalde goederen aangewezen op online aankopen. Software-aanbieders als Shopify, JouwWeb of Wix speelden hier snel op in waardoor veel retailers in die periode ook online gingen verkopen. Door sjablonen en voorgeprogrammeerde software is het maken van een webshop eenvoudiger gemaakt. Op 1 januari 2024 telde Nederland volgens het CBS ruim 100.000 webwinkels. Een verdrievoudiging in tien jaar tijd.

### België
In België is Bol.com ook actief. Met andere buitenlandse speler als Coolblue en Zalando behoren het tot de grootste online webshops van België. Ook binnen België mag men tegenwoordig nachtwerk leveren. Het aantal actieve Belgische webshops werd in maart 2012 op ruim 5000 geschat.
Sinds 2015 kunnen bedrijven levering de volgende dag aan hun klanten beloven, al wil dat niet zeggen dat het zonder slag of stoot gebeurt. De opdrachtgevers zijn van mening dat de loonkosten nog niet concurrerend zijn, terwijl vakbonden juist hard strijden om die op niveau te houden nu de wetgeving is veranderd. Uiteindelijk bepaalde de regering in oktober 2016 dat e-commerce-bedrijven nachtwerk voortaan ook mogen toestaan zonder akkoord van de vakbonden, omdat nachtarbeid binnen de e-commerce al bij wet mogelijk was gemaakt.

## Kooporiëntatie

### Nederland
NIPO-Onderzoek heeft uitgewezen dat het internet in Nederland sinds 2002 het belangrijkste kooporiëntatiemedium is geworden, belangrijker dan de traditionele papieren catalogus. Sindsdien is het belang van internet alleen maar gegroeid. Webwinkels worden in hoge mate voor kooporiëntatie gebruikt, waarbij de koop niet per se online hoeft plaats te vinden. Daarbij neemt het online webwinkelen volgens de brancheorganisatie Thuiswinkel.org nog toe, zij het dat de groei wat afvlakt. Verwacht werd dat in 2015 ongeveer 11% van de omzet van de detailhandel online zou plaatsvinden (bijna 10% blijkt het te zijn in 2017). Een belangrijke ontwikkeling is dat steeds meer fabrikanten het webwinkelen omarmen en inzien dat hun klanten zich vooral online (ook in webwinkels) oriënteren op hun producten. Dat verklaart ook de ontwikkelingen in de richting van een open catalogus.

### Belemmeringen
Belemmeringen bij webwinkelen zijn:
- Sommige producten lenen zich minder voor verkoop op afstand, zoals voedsel, medicijnen of levende dieren
- Niet alle webwinkels zijn betrouwbaar gebleken
- Niet alle webwinkels bieden een achteraf-betaalmogelijkheid (betalen bij aflevering/afhalen)
- Klanten moeten thuisblijven om goederen in ontvangst te nemen
- De uitlevering is traag
- De productinformatie is onvolledig en het advies is beperkt.

## Vergelijken
Er zijn veel webwinkels die aangesloten zijn bij een productenzoekmachine (zoals Google Shopping of productvergelijker (zoals Tweakers pricewatch). Hiermee krijgt men eenvoudig een overzicht welk product waar het goedkoopst is.

## Betalen

### Nederland
In Nederland is iDEAL de populairste online betaalwijze. In 2023 werd er ruim 1 miljard keer met iDEAL betaald. Dat zijn zo’n 3,5 miljoen transacties per dag. Na iDEAL volgen de creditcards, waar nog steeds ook in Nederland ongeveer drie op de vier Nederlandse consumenten die online aankopen doet, jaarlijks gebruik van maakt. In het buitenland zijn de creditcardbetalingen verreweg marktleider. In Nederland zijn er alternatieven als cadeaukaarten, partijen die achteraf betalen aanbieden en PayPal actief, zij het met een relatief klein marktaandeel. Online betaalmethoden worden in de meeste gevallen gefaciliteerd door zogenoemde payment service providers.

### België
In België is Bancontact de populairste online betaalwijze.

## Rechten

### Zichttermijn 14 dagen
Op aankopen die via een webwinkel verricht worden is voor heel de Europese Unie een wettelijke zichttermijn (bedenktijd) van 14 dagen van toepassing. Bij terugsturen kan gebruik worden gemaakt van een modelformulier dat op de site van de webwinkel te vinden moet zijn. Het is overigens niet verplicht dit formulier te gebruiken. Na het aanmelden voor retour heeft de consument nog eens 14 dagen (zaterdag, zon- en feestdagen meegerekend) de tijd het product terug te sturen. Maximaal is de webwinkel het product dan 28 dagen kwijt.

### Nederland

#### Foute prijsopgave: geen verplichting tot levering
Op 21 oktober 2006 bood webwinkel Otto in Nederland per ongeluk een HD-ready-breedbeeldtelevisie aan voor 99 euro terwijl de werkelijke prijs rond de 1000 euro lag. 11.950 personen bestelden in totaal 14.000 exemplaren. Dit kwam mede doordat het tot 26 oktober duurde voordat Otto de fout kon herstellen. Otto gaf de volgende dag in een brief aan dat zij, met verwijzing naar de algemene voorwaarden, niet zouden leveren.
De stichting Postwanorder eiste vervolgens namens 850 klanten bij de rechter levering van de televisie. De rechtbank in Breda en in hoger beroep het hof in 's-Hertogenbosch kwamen beiden tot de conclusie dat Otto de televisie niet hoefde te leveren.
Artikel 6:217 BW (Nederland) stelt: "Een overeenkomst komt tot stand door een aanbod en de aanvaarding daarvan". Dit betekent dat verkoper en koper beiden de bedoeling moeten hebben de koop te willen sluiten. De uitgewisselde documenten als koopopdracht en bevestigingsmails (juridisch: wilsverklaring) zijn daarbij een vastlegging van de daadwerkelijke wil (juridisch: de wil) om de verkoop tot stand te brengen.
In het geval van Otto was die wil om voor 99 euro de televisie te leveren echter niet aanwezig. De mail met opdrachtbevestiging was dus een foute weergave van de wil van Otto om te verkopen voor de juiste prijs (juridisch: oneigenlijke dwaling). Daarmee kon de verkoop dus als niet gesloten worden beschouwd.
Wat nog wel meespeelt is dat de klant conform artikel 3:35 BW (juridisch: goeder trouw) geen recht heeft op levering als hij in redelijkheid kon vermoeden dat het een foutieve aanbieding betrof. Met 99 euro was dat voor het geval van Otto overduidelijk.
Ook bol.com maakte zo'n fout; in november 2014 werd per ongeluk een laptop van meer dan 1000 euro aan voor 95 euro. Het deed een beroep op artikel 4 lid 2 van zijn algemene voorwaarden: "Kennelijke vergissingen of fouten in het aanbod binden de ondernemer niet". Hiermee kan de ondernemer zich indekken voor de gevallen dat er wel fouten in de aanbieding zitten, maar deze minder duidelijk voor de consument zijn. De fout moet ook dan overigens nog wel worden bewezen.

## Keurmerken
Vanwege de twijfel van consumenten over de betrouwbaarheid en vriendelijkheid van webwinkels zijn er verschillende keurmerken opgericht, zoals het Nederlandse Thuiswinkel Waarborg. Daarnaast moeten webwinkels handelen volgens de Europese regelgeving in verband met veiligheid en betrouwbaarheid. Er zijn echter nog steeds webwinkels die deze keurmerken onterecht gebruiken door deze simpelweg te kopiëren. Verder kunnen webshops zich ook identificeren door middel van verschillende webshop-vakprijzen.

## Techniek
Er zijn diverse webwinkelsoftwarepakketten, zowel betaald als open source, om op een eigen website te plaatsen. Grotere bedrijven kiezen vaak voor maatwerk, maar ook dan wordt er nog vaak gebruikgemaakt van opensourcesoftware. Daarnaast zijn er diverse bedrijven die een kant-en-klare webshop aanbieden in abonnementsvorm. Deze kunnen met behulp van een sjabloon (template) aangepast worden aan de huisstijl van de winkel.
Veel webwinkelsoftwarepakketten opereren losstaand. Veelal moeten de orders handmatig worden overgeheveld naar een administratie of ERP-pakket. Er is echter een tendens dat ERP-software en webwinkelsoftware steeds meer geïntegreerd gaan worden. Dit levert enorme voordelen op voor de verdere afhandeling van de order, de voorraadstatus en eventuele statusmeldingen naar de klant.

## Van webwinkel naar fysieke winkel
Op 2 november 2015 opende Amazon zijn eerste fysieke boekwinkel. De winkel is gelegen in University District van Seattle in de staat Washington. Het openen van fysieke winkels door webwinkels in Nederland en België komt ook op gang. Coolblue en Neckermann hoorden bij de voorlopers, al is Neckermann inmiddels failliet. Ook reisbureaus als Hotelspecials en Booking.com zijn niet meer afhankelijk van een traditioneel reisbureau op de hoek van de straat.